# Urban Symphony
Urban Symphony er en estisk musik gruppe. De repræsenterede Estland i Eurovision Song Contest 2009 med sangen "Rändajad", de fik en 6. plads med 129 point. Dette er Estlands bedste resultat i konkurrencen siden 2002.

## Diskografi

### Singler
- Rändajad (2009)
- Päikese poole (2009)
- Skorpion (Sang) (2010)